# Аз съм номер четири
„Аз съм номер четири“ (на английски: I Am Number Four) е тийнейджърски научнофантастичен филм, режисиран от Д. Дж. Карузо. Във филма участват Алекс Петифър, Тереза Палмър, Диана Агрон, Кевин Дюранд и Калан Макoлиф. Филмът е базиран на книгата „Аз съм номер четири“, написана от Питакъс Лор. Филмовата адаптация е написана от Джоуби Хюз и Джеймс Фрей по сценарий на Алфред Гоу, Майлс Милър и Марти Нохан. Премиерата на „Аз съм номер четири“ се състои на 18 февруари 2011 година.

## Сюжет
Внимание:  Текстът по-долу разкрива сюжета на произведението (или части от него)!
Джон Смит (Алекс Петифър) е извънземен от планетата Лориен, изпратен като дете на Земята заедно с още осем деца, с цел да избягат от могадорианците, които са унищожили тяхната планета. Той е предпазван от своя пазител Хенри (Тимъти Олифант). Джон развива суперсили, като подобряване на сила, скорост и подвижност, телекинеза, издръжливост на огън и горещина и силата да генерира светлина от ръцете си.
Могадорианците, предвождани от Командира (Кевин Дюранд), разбират за деветте деца и идват на Земята, за да ги търсят. Тези лориенци могат да бъдат убити само по хронологичен ред – един след друг. Трима от тях вече са мъртви. Джон е Номер 4. Знаейки това, Джон и Хенри се преместват от Флорида в Парадайз, щата Охайо. Там се сприятеляват със Сам Гууд (Калан Маколиф) и Джон се влюбва в Сара Харт (Диана Агрон). Предишното гадже на Сара, училищният атлет Марк Джеймс (Джейк Абел), който е грубиянин и побойник, често тормози Сам и Джон.
По време на пролетния карнавал Марк и неговите приятели хващат Джон и Сара, защото смятат, че те имат връзка. Проследяват ги до гората, където се опитват да сплашат Джон. Но той използва силите си, за да ги спре и да спаси Сара. Сам става свидетел на всичко и Джон му разказва за неговия истински произход. Малко след това, бащата на Марк, местният шериф, разпитва Хенри и Джон за местонахождението, където неговият син и приятелите му са били нападнати.
Могадорианците започват да търсят Джон. Друг инвънземен от Лориен, Номер 6 (Тереза Палмър), решава да тръгне след Могадорианците вместо да бяга от тях, след като нейният пазител е убит. Могадорианците в крайна сметка намират Джон и успяват да накарат двама конспиратори да заловят Хенри. Когато Джон и Сам отиват да го спасят, са нападнати от могадорианците, но успяват да ги спрат. Хенри е смъртоносно ранен и умира, след като Джон и Сам избягват с няколко лориенски артефакти. Сред тях е и син камък, който се използва като проследяващо устройство за намиране на други лориенци. Бащата на Сам, теоретик, който изчезва, докато търси извънземни в Мексико, има още един камък. Докато Сам го търси, Джон се опитва да се сбогува със Сара на едно парти и разбира, че могадорианците са натопили него и Хенри за убийството на конспираторите, както и че са обвинени, че са терористи, заради технологиите, които използват. Марк вижда Джон и се обажда на баща си, който издирва Джон и Сара.
През това време Командира също пристига в Парадайз, блокирайки изходите с камиони. Той се справя с Марк и неговия баща, кара го да му покаже къде се крие Джон. Марк го завежда до училището, в което знае, че е скривалището на Сара.
Там Джон, Сара и Сам са атакувани от Командира и неговите войници, които са купили две гигантски чудовища, за да ги заловят. Те са спасени от Номер 6 и Химера, изпратена от родителите на Джон, за да го пази. Джон и Номер 6, които могат да се телепортират, блокират енергийните атаки и се бият с могадорианците. Те накрая разбиват всички, включително и Командира. Неговите енергийни гранати са нагорещени от Джон и експлодират.
На следващия ден Джон, Номер 6, Сам и Химера съединяват камъните си и разбират мястото на другите оцеляващи лориенци. Те решават да ги намерят и да се сплотят, за да защитят Земята от могадорианците, оставяйки Сара и разкайващия се Марк, който лъже баща си за местонахождението на Джон. Той също така връща на Джон кутия, принадлежаща на неговия баща.

## Актьори
- Алекс Петифър – Джон Смит/Номер 4
- Диана Агрон – Сара Харт
- Тимъти Олифант – Хенри
- Кевин Дюранд – Могадорианския Командир
- Тереза Палмър – Номер 6
- Калан Маколиф – Сам Гууд
- Джейк Абел – Марк Джеймс